# Bryum synoicum
Bryum synoicum är en bladmossart som beskrevs av Johann Franz Xaver Arnold 1918. Bryum synoicum ingår i släktet bryummossor, och familjen Bryaceae. Inga underarter finns listade i Catalogue of Life.